# Himba
El pueblo himba (en otjihimba: omuhimba, pl.: ovahimba; lit. ‘la gente que mendiga’) es un grupo étnico, con una población estimada de unas 50 000 personas, de la región árida de Cunene, en lo que antiguamente fue el bantustán de Kaokolandia, en el norte de Namibia, y al otro lado del río Cunene, en el sur de Angola.
Los himbas son un pueblo seminómada, criadores de ganado, que están estrechamente ligados con los hereros, con quienes comparten sus orígenes (hereros e himbas se separaron hace doscientos años aproximadamente), así como el otjihimba, una variedad de la lengua herera, la cual pertenece a la familia bantú dentro del nigerocongolés. Los himbas son el único grupo nativo de Namibia que aún conserva el estilo de vida original que tenía hace algunos siglos.

## Historia
Los himbas son descendientes de un grupo de hereros que, en la segunda mitad del siglo XIX, emigraron de Kaokolandia a Angola, cruzando el río Cunene, para escapar de los frecuentes ataques de los namas. En Angola pedían hospitalidad a los bosquimanos de la tribu ngambwe, y por eso les llamaban ovahimba, es decir, «la gente que mendiga».
Una consecuencia de esta migración fue que los himbas prácticamente no tuvieron contacto con los colonizadores alemanes, a diferencia de lo que ocurrió con los hereros, que permanecieron al sur del Cunene. Este elemento provocó una profunda diferenciación cultural entre los dos grupos; mientras que los hereros pasaron del pastoreo nómada a la agricultura sedentaria y adoptaron muchas costumbres occidentales, los himbas mantuvieron su estilo de vida tradicional casi sin cambios.
En 1920, liderados por un jefe llamado Vita, los himbas cruzaron nuevamente el Cunene y regresaron a su tierra natal. También se produjeron ataques de otros grupos étnicos en el turbulento período que precedió a la independencia de Namibia y durante la guerra civil de Angola.
En la década de 1980, parecía que el estilo de vida himba estaba llegando a su fin debido a un clima adverso y conflictos políticos. Una grave sequía mató al 90 % de su ganado, y como resultado, muchos abandonaron sus rebaños y se convirtieron en refugiados en la ciudad de Opuwo, viviendo en barrios marginales gracias a la ayuda humanitaria internacional, o se unieron a las unidades paramilitares de Koevoet para hacer frente a las pérdidas de ganado y la hambruna generalizada. Los himbas que vivían al otro lado de la frontera, en Angola, fueron víctimas de secuestro ocasionalmente durante la guerra fronteriza sudafricana, ya sea tomados como rehenes o secuestrados para unirse a la rama angoleña del Ejército Popular de Liberación de Namibia (PLAN, ejército de la Organización del Pueblo de África del Sudoeste).

### Posindependencia namibia
Los himbas han logrado mantener su cultura y su forma de vida tradicional.
Como tal, los himbas han trabajado con activistas internacionales para bloquear una presa hidroeléctrica propuesta a lo largo del río Cunene que habría inundado sus tierras ancestrales. En 2011, Namibia anunció su nuevo plan para construir una presa en Orokawe, en las montañas Baynes; sin embargo, en febrero de 2012, los himbas presentaron su declaración de protesta contra la presa hidroeléctrica a las Naciones Unidas, a la Unión Africana y al Gobierno de Namibia.
Los gobiernos de Noruega e Islandia financiaron escuelas móviles para los niños himbas, pero desde que Namibia se hizo cargo de ellas en 2010, se han convertido en escuelas permanentes y ya no son móviles. Los dirigentes himbas se quejan en su declaración del sistema escolar culturalmente inadecuado, que según ellos amenazaría su cultura, su identidad y su forma de vida como pueblo.

## Cultura

### Religión
Los himbas son un pueblo monoteísta que adora al dios Mukuru, así como a los ancestros de su clan (culto a los ancestros). El dios Mukuru solo bendice, mientras que los antepasados pueden bendecir y maldecir. Cada familia tiene su propio fuego ancestral sagrado, que es mantenido por el guardián del fuego. El guardián del fuego se acerca al fuego sagrado ancestral cada siete u ocho días para comunicarse con Mukuru y los antepasados en nombre de su familia. A menudo, debido a que Mukuru está ocupado en un reino distante, los antepasados actúan como representantes de Mukuru.
Los himbas creen tradicionalmente en el omiti, que algunos traducen como «brujería», pero que otros llaman «magia negra» o «mala medicina». Algunos himbas creen que la muerte es causada por omiti, o más bien, por alguien que usa omiti con fines maliciosos. Además, algunos creen que las personas malvadas que usan omiti tienen el poder de colocar malos pensamientos en la mente de otros o causar que sucedan eventos extraordinarios (como cuando una enfermedad común se vuelve mortal); pero los usuarios de omiti no siempre atacan directamente a su víctima; a veces se dirigen a un familiar o un ser querido. Algunos himbas consultarán a un adivino-curandero tradicional africano para que les revele la razón detrás de un evento extraordinario o la fuente del omiti.

### Economía
Los himbas son predominantemente ganaderos que crían ovejas y cabras de cola gruesa, sin embargo, calculan su riqueza en el número de su ganado, siendo este su principal fuente de leche y carne. Su dieta principal consiste en leche agria y gachas de maíz (oruhere ruomaere) y, a veces, solo gachas duras simples, debido a la escasez de leche y carne. Su dieta también se complementa con harina de maíz, huevos de gallina, hierbas silvestres y miel. Solo ocasionalmente, y por oportunismo, el ganado se vende por dinero en efectivo.
Los negocios no agrícolas, los sueldos y salarios, las pensiones y otras remesas de efectivo constituyen una porción muy pequeña del sustento de los himbas, que se obtiene principalmente de su trabajo en las zonas de conservación, las pensiones de vejez y la ayuda para el alivio de la sequía que recibe del gobierno de Namibia.

### Estilo de vida

#### Vida diaria

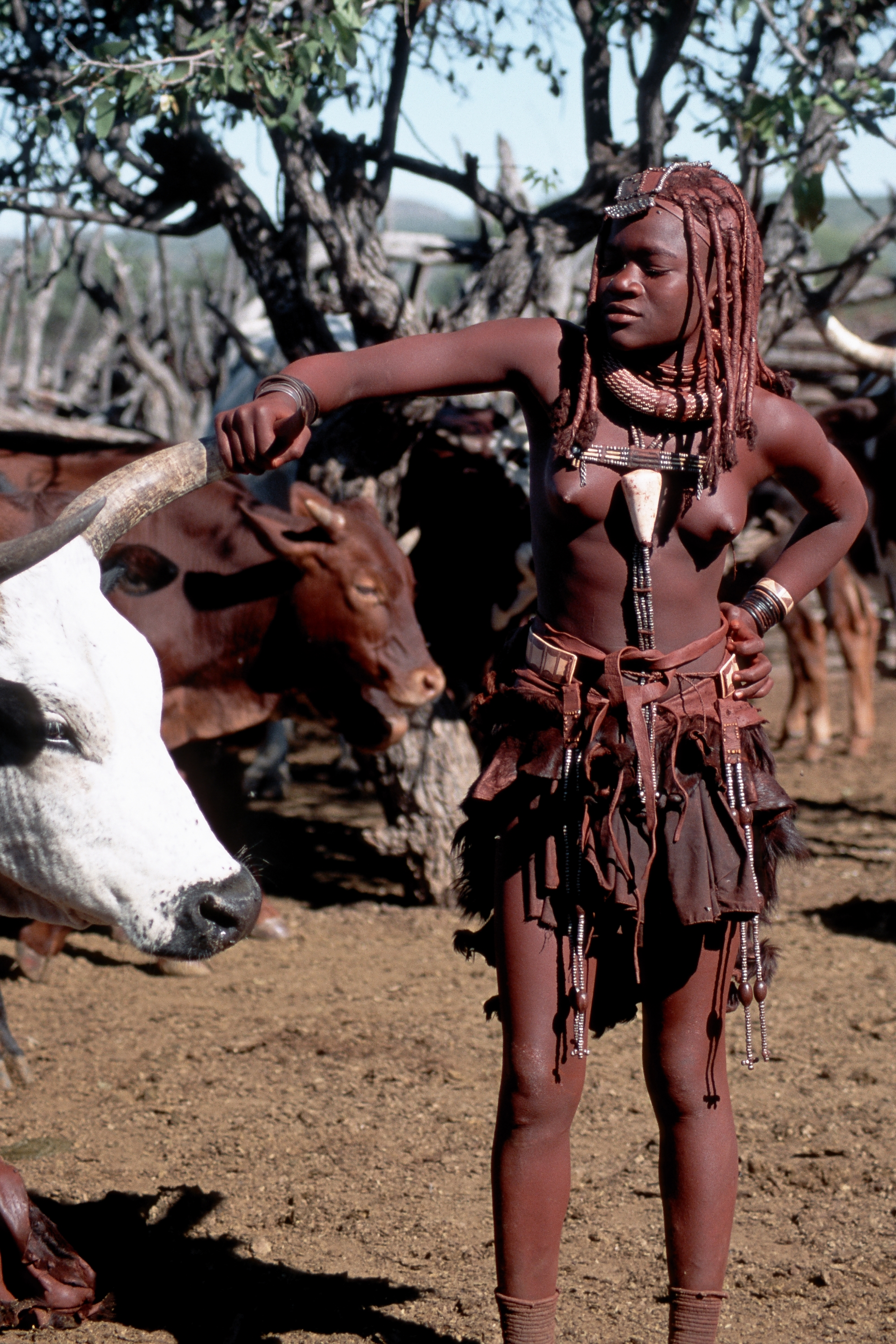
Niña himba cuidando del ganado.

Las mujeres y las niñas tienden a realizar trabajos más intensivos en mano de obra que los hombres y los niños, como transportar agua al pueblo, revocar las casas de madera de mopane con una mezcla tradicional de tierra de arcilla roja y estiércol de vaca como aglutinante, recoger leña, cuidar las vides de calabaza utilizadas para producir y garantizar un suministro seguro de leche agria, cocinar y servir comidas, así como ser artesanas que hacen artesanías, ropa y joyas. La responsabilidad de ordeñar las vacas y las cabras también recae en las mujeres y las niñas. Las mujeres y las niñas cuidan de los niños, y una mujer o una niña cuida de los hijos de otra mujer.

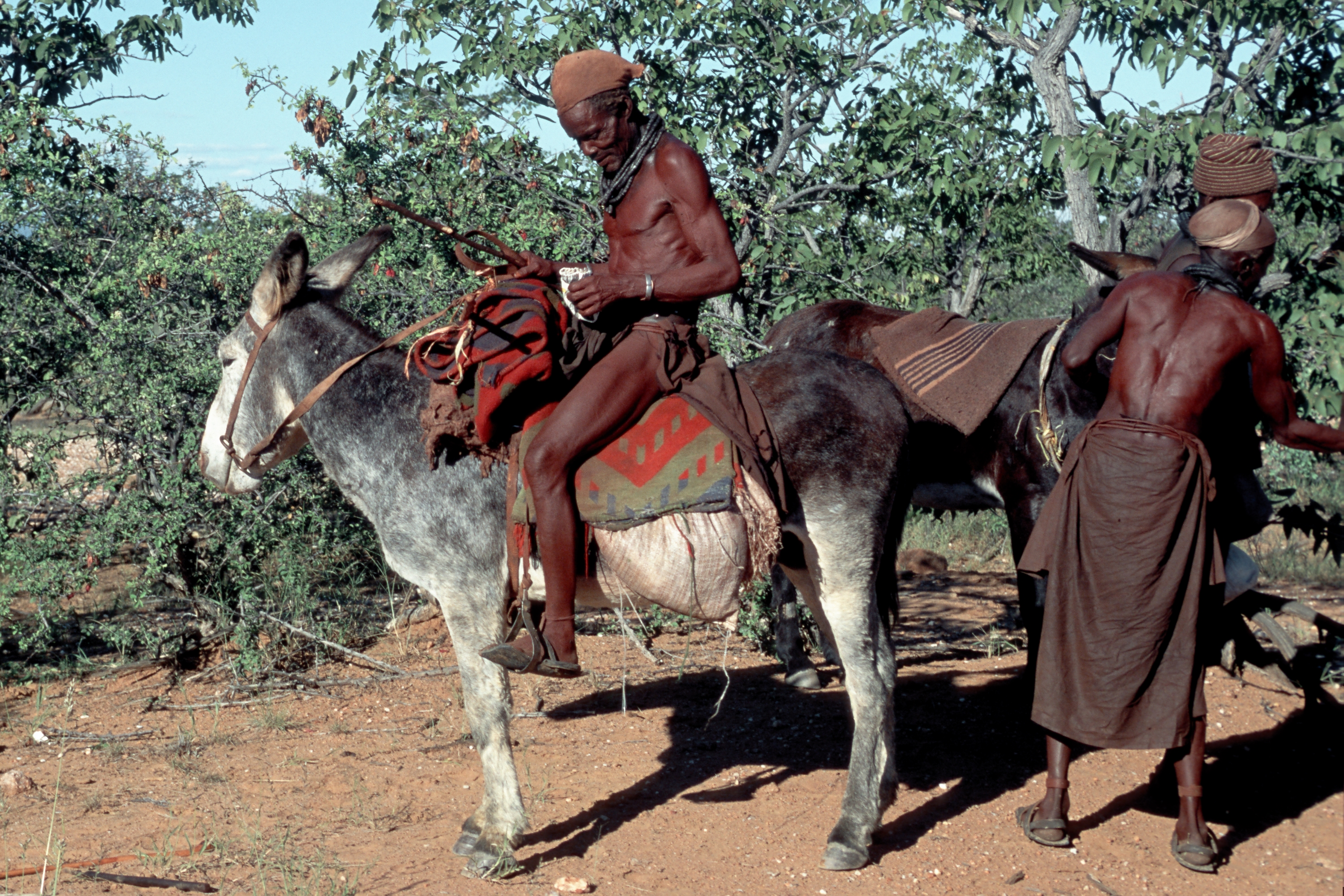
Pastores himbas.

Las principales tareas de los hombres son el cuidado del ganado, el pastoreo (donde los hombres a menudo estarán lejos del hogar familiar durante períodos prolongados), la matanza de animales, la construcción y la celebración de consejos con los jefes tribales de las aldeas. Los miembros de una misma familia extensa suelen vivir en una granja (onganda), una pequeña aldea familiar que consiste en una aldea circular de chozas y refugios de trabajo que rodean un okuruwo (fuego ancestral sagrado) y un kraal para el ganado sagrado. Tanto el fuego como el ganado están estrechamente ligados a su veneración a los muertos, el fuego sagrado representa la protección ancestral y el ganado sagrado permite «relaciones adecuadas entre humanos y antepasados».
Los himbas utilizan un sistema de pastoreo heterogéneo que incluye pastos de estación lluviosa y pastos de estación seca. Los pastos de estación seca descansan durante la estación lluviosa, lo que da como resultado una mayor producción de biomasa en el suelo en comparación con el pastoreo constante de todos los pastos.

#### Ropa y peinado

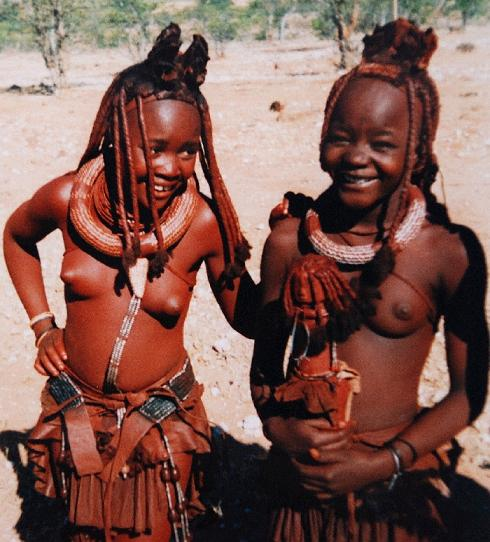
Dos mujeres jóvenes himbas en el norte de Namibia. El tocado erembe indica que ya no son niñas.

Tanto los hombres como las mujeres himbas están acostumbrados a usar ropa tradicional que se adapta a su entorno de vida en Kaokolandia y al clima cálido y semiárido de su zona. En la mayoría de los casos, se trata simplemente de prendas similares a faldas hechas de piel de becerro y de oveja o, cada vez más, de textiles más modernos, y ocasionalmente sandalias como calzado. Las sandalias de mujer están hechas de piel de vaca, mientras que las de hombre están hechas de neumáticos viejos de coche.
Las mujeres que han dado a luz llevan una pequeña mochila de piel sujeta a su atuendo tradicional. Los himbas, especialmente las mujeres, son famosos por cubrirse con pasta otjize, una mezcla cosmética de grasa butírica y pigmento ocre. El otjize limpia la piel durante largos períodos debido a la escasez de agua y protege del clima cálido y seco de Kaokolandia, así como de las picaduras de insectos. Le da a la piel y a las trenzas del cabello del pueblo himba una textura distintiva, un estilo y un tinte anaranjado o rojizo, y a menudo está perfumado con la resina aromática del arbusto omuzumba. El otjize se considera ante todo un cosmético de belleza estética muy deseable, que simboliza el rico color rojo de la tierra y la sangre, la esencia de la vida, y es coherente con el ideal de belleza himba.
A partir de la pubertad, los niños continúan teniendo una trenza, mientras que las niñas tienen muchas trenzas de cabello con textura otjize, algunas dispuestas para velar el rostro de la niña. Las mujeres que han estado casadas durante aproximadamente un año o han tenido un hijo usan un tocado adornado llamado erembe, esculpido en piel de oveja, con muchos mechones de cabello trenzado teñidos y dados forma con pasta otjize. Los jóvenes solteros continúan usando una trenza que se extiende hasta la parte posterior de la cabeza, mientras que los hombres casados usan una gorra o pañuelo para la cabeza y cabello sin trenzar debajo. Los hombres viudos se quitan la gorra o el pañuelo para la cabeza, dejando al descubierto el cabello sin trenzar. Los himbas también suelen usar ceniza de madera para lavarse el cabello debido a la escasez de agua.

### Prácticas consuetudinarias
Los himbas son polígamos; el hombre himba promedio tiene dos esposas a la vez. También practican matrimonios concertados a temprana edad. Las jóvenes himbas se casan con hombres elegidos por sus padres. Esto ocurre desde el inicio de la pubertad, lo que puede significar que niñas de diez años o menos son casadas. Esta práctica es ilegal en Namibia, e incluso algunos himbas la impugnan, pero aun así está muy extendida.
En un estudio de 2020 sobre un grupo seminómada cerca de la frontera con Angola, se utilizaron pruebas genéticas. El estudio demostró que el 48 % de los niños fueron concebidos por un padre fuera del matrimonio, y que más del 70 % de las parejas tenían al menos un hijo de un padre extramarital. Además, los padres de ambos sexos podían, con una fiabilidad del 72 % y 73 %, determinar cuáles de sus hijos habían sido engendrados por un hombre fuera del matrimonio.
Entre los himbas, es costumbre, como rito de paso, circuncidar a los niños antes de la pubertad. Al casarse, un niño himba se considera hombre. Una niña himba no se considera mujer de pleno derecho hasta que da a luz. El matrimonio entre los himbas implica transacciones de ganado, que es la fuente de su economía. En estas transacciones interviene el precio de la novia, que puede ser negociable entre la familia del novio y el padre de la novia, dependiendo de la pobreza relativa de las familias involucradas. Para que la familia de la novia acepte la dote, el ganado debe ser de alta calidad. Es habitual ofrecer un buey, pero se ofrecerá más ganado si el padre del novio es adinerado y puede ofrecer más.

### Participación social
A pesar de que la mayoría de los himbas viven un estilo de vida cultural distinto en su remoto entorno rural y sus granjas, son socialmente dinámicos y no todos están aislados de las tendencias de las culturas urbanas locales. Los himbas coexisten e interactúan con miembros de otros grupos étnicos de su país y con las tendencias sociales de la gente urbana. Esto es especialmente cierto para aquellos que viven cerca de Opuwo, la capital de la región de Cunene, que viajan con frecuencia para comprar en los supermercados locales para la comodidad de adquirir productos de consumo comerciales, productos alimenticios para el mercado y para adquirir atención médica.

## Estructura

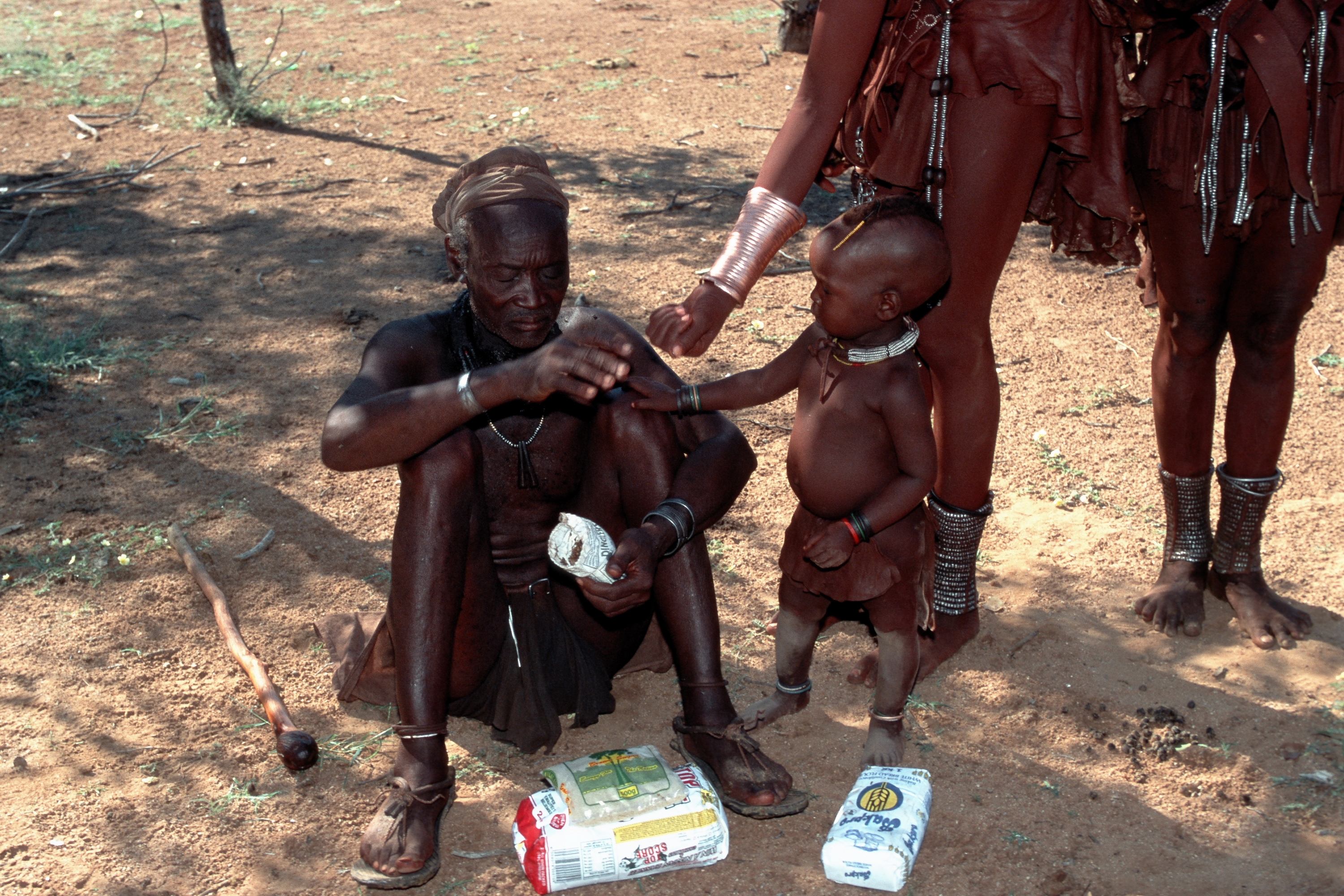
Un líder regional tradicional o jefe himba: el jefe Kapuka Thom, de la casa real Vita (Thom), con su nieto.

Debido al duro clima desértico de la región donde viven y a su aislamiento de las influencias externas, los himbas han logrado mantener y preservar gran parte de su estilo de vida tradicional.
Los miembros viven bajo una estructura tribal basada en la descendencia bilateral que les ayuda a vivir en uno de los entornos más extremos de la Tierra. Según la descendencia bilateral, cada miembro de la tribu pertenece a dos clanes: uno a través del padre (clan paterno, llamado oruzo) y otro a través de la madre (clan materno, llamado eanda). Los clanes himbas están liderados por el varón mayor del clan. Los hijos viven con el clan de su padre, y cuando las hijas se casan, van a vivir con el clan de su esposo. Sin embargo, la herencia de la riqueza no sigue el clan paterno sino que está determinada por el materno, es decir, un hijo no hereda el ganado de su padre sino el de su tío materno. Junto con la herencia de la riqueza, las obligaciones morales también son importantes dentro de la estructura tribal. Cuando una persona muere, los himbas evalúan el cuidado de aquellos que quedan atrás, como huérfanos y viudas. El acceso a puntos de agua y pastos es otra parte de su estructura hereditaria.